# パルホメンコ (小惑星)
パルホメンコ (1857 Parchomenko) は、小惑星帯に位置する小惑星である。タマラ・スミルノワがクリミア天体物理天文台で発見した。
1930年代にクリミア天体物理天文台の前身であるシメイズ観測所で複数の小惑星を発見したプラスコフヤ・パルホメンコに因んで名付けられた。